# فرناندو زامورا
فرناندو زامورا هو راكب الكنو كوبي، ولد في 1 مارس 1970.

## وصلات خارجية
- فرناندو زامورا على موقع أوليمبيديا (الإنجليزية)